# Bits Studios
Bits Studios Ltd. (anciennement Bits Corporation) était une société britannique de jeu vidéo, basée à Londres, fondée en 1984 sous le nom Mikto Ltd par Fouad Katan. La société a été liquidée en 2008,.

## Liste de titres
- Genocide 2: Master of the Dark Communion (1991, Sharp X68000 ; 1994, SNES)
- Mary Shelley's Frankenstein (1994, SNES, Mega Drive)
- No Escape (1994, SNES)
- Wolverine: Adamantium Rage (1994, SNES)
- The Itchy and Scratchy Game (1994, SNES, autres)